# Jerzy Rzewuski

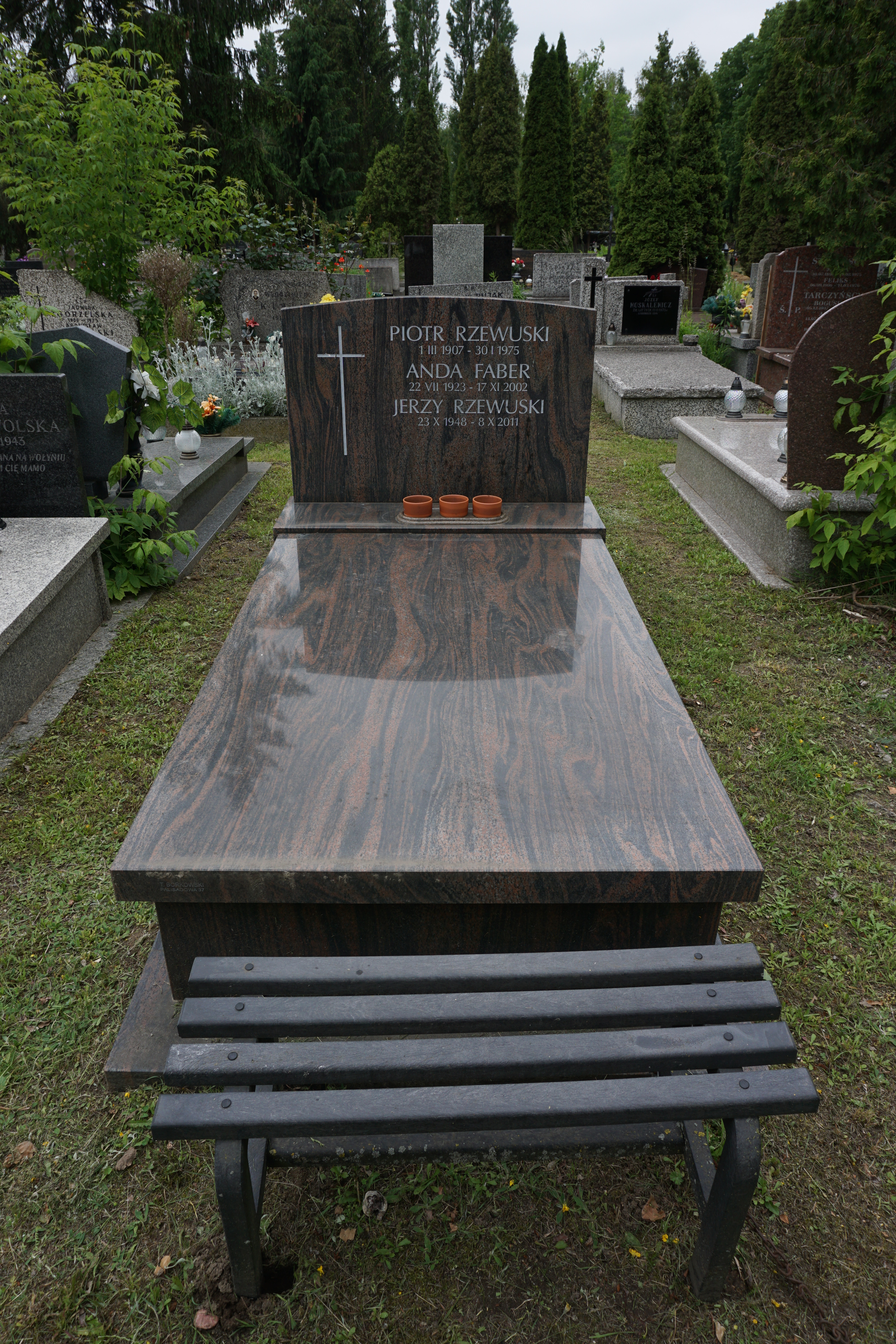
Grób Jerzego Rzewuskiego na cmentarzu Komunalnym Północnym

Jerzy A. Rzewuski (ur. 23 października 1948, zm. 8 października 2011 w Warszawie) – polski dziennikarz muzyczny.
Publikował w pismach Jazz, Magazyn Muzyczny, Tylko Rock i Wprost, a także w portalu Onet.pl. W latach 70. był jednym z pierwszych polskich dziennikarzy recenzujących płyty punkowe i nowofalowe. Był autorem biografii zespołu The Cure, The Cure. Poletko Pana Boba. Poza tematami muzycznymi pisał o filmie, literaturze, sztuce i popkulturze. Został pochowany na Cmentarzu Komunalnym Północnym w Warszawie.